# Алфа мапирање
Алфа мапирање је појам из тродимензионе рачунарске графике који означава дефинисање коначног изгледа неког објекта помоћу текстура са дефинисаним алфа каналом. Као последица различитих алфа вредности за различите пикселе текстуре, објекат кога она прекрива може добити одговарајуће особине провидности.